# Adolfo Sarti
 (juin 2023).
Si vous disposez d'ouvrages ou d'articles de référence ou si vous connaissez des sites web de qualité traitant du thème abordé ici, merci de compléter l'article en donnant les références utiles à sa vérifiabilité et en les liant à la section « Notes et références ».
Adolfo Sarti (né à Turin le 19 juin 1928 et mort à Rome le 2 mars 1992) est un homme politique chrétien-démocrate italien à plusieurs reprises sous-secrétaire puis ministre dans les gouvernements italiens entre les années 1960 et 1980. Il est député à la IIIe législature (1958-1963), IVe législature (1963-1968), Ve législature (1968-1972), IXe législature (1983-1987) et Xe législature (1987-1992), puis sénateur dans la VIe législature (1972-1976), VIIe législature (1976-1979) et VIIIe législature (1979-1983).
En 1976, il est le représentant de l'Italie au Conseil de l'Europe.

## Biographie
Adolfo Sarti est issu d'une famille de juristes. Son arrière-arrière-grand-père, Luigi Giuseppe Barbaroux, est garde des sceaux de Charles Albert de 1831 à 1840 et auteur des quatre premiers volumes du Codex Albertino.
Adolfo Sarti est diplômé en droit en 1950 et est embauché comme secrétaire à la Cassa di Risparmio di Cuneo. En 1954, il est nommé conseiller provincial de la section jeunesse de la Démocratie chrétienne de Cuneo et, en 1956, élu conseiller national du parti.
A 30 ans, en 1958, il est élu pour la première fois député sur la liste Démocratie chrétienne. Nommé à plusieurs reprises sous-secrétaire d'État dans les gouvernements Moro, Leone, Rumor, Colombo et Andreotti. En 1972 secrétaire du Conseil des ministres d'Italie dans les gouvernements Rumor IV et V puis ministre du Tourisme dans les gouvernements Moro IV et V, ministre des Relations avec le Parlement et ministre de la Défense dans le gouvernement Cossiga I, ministre de l'Éducation publique dans le gouvernement Cossiga II et, enfin, ministre de la Grâce et La justice dans le gouvernement Forlani.
Le 17 mars 1981, lors de l'enquête sur l'enlèvement présumé de l'homme d'affaires sicilien Michele Sindona, dans le cadre des perquisitions dans les bureaux de l'usine " Giole ", propriété de l'entrepreneur Licio Gelli, une liste de près d'un millier de membres de la Loge P2 est découverte ainsi que la demande d'adhésion d'Adolfo Sarti. 
Dès le lendemain, Sarti retire sa candidature, demandant qu'elle ne soit pas déposée, ainsi son nom ne fait pas partie de la liste des membres de la loge P2. Malgré cela, le tollé médiatique fait que le 23 mai 1981, Sarti est contraint de démissionner de son poste de ministre et, trois jours plus tard, le gouvernement Forlani (qui comprend deux ministres et cinq sous-secrétaires inscrits sur la liste) fait de même.
Réélu député en 1987, après avoir occupé le poste de vice-président du groupe parlementaire de la DC, AdolfoSarti est élu le  18 octobre 1990 vice-président de la Chambre des députés.